# Église Saint-Georges el-Khader

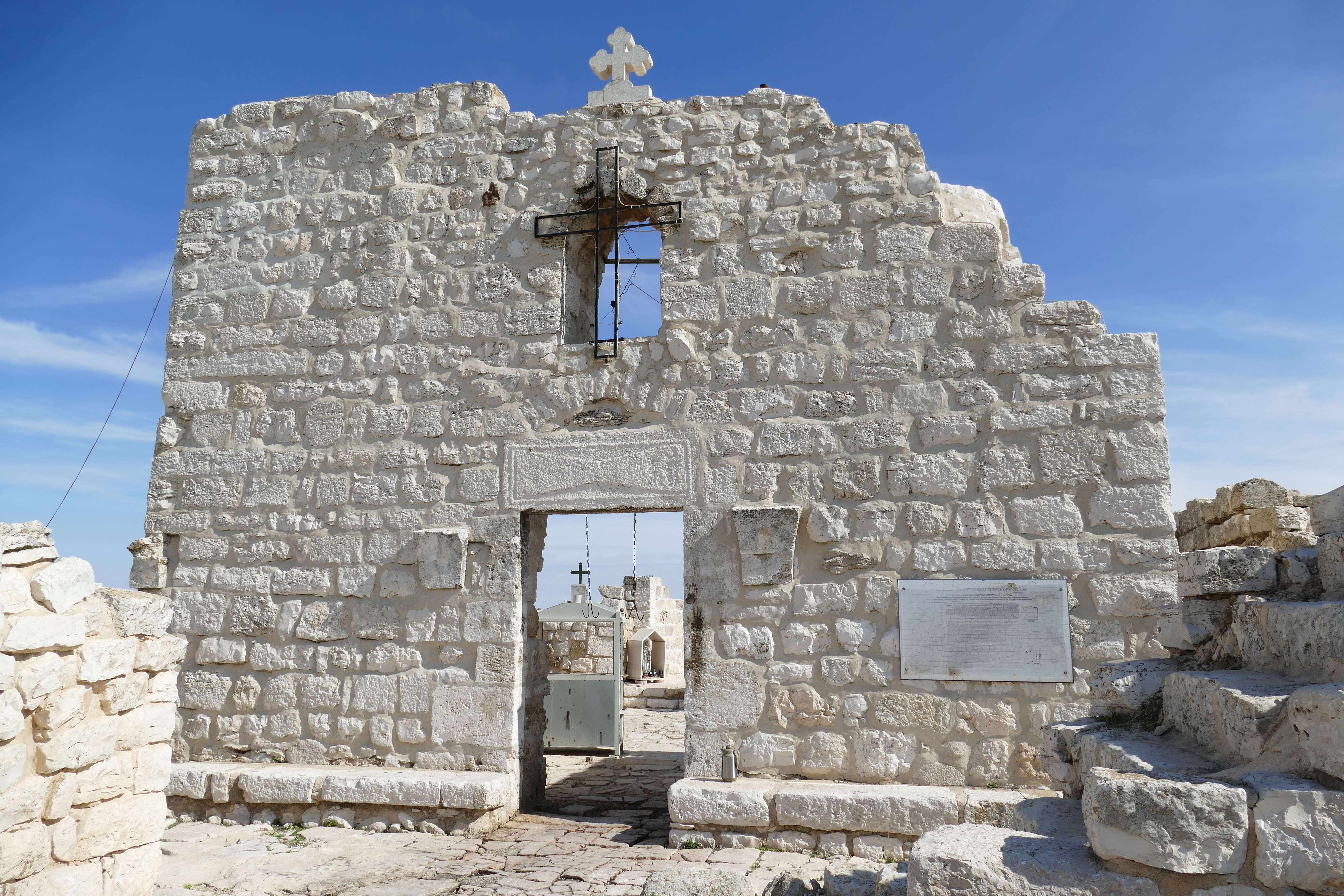
Vue de l'église en 2018

Pour les articles homonymes, voir Église Saint-Georges.
L'église Saint-Georges el-Khader est une église de Taybeh (anciennement: Ophra, Ephraïm), à une vingtaine de kilomètres de Jérusalem, construite, d'après la découverte de murs et de pavements de mosaïques, vers le Ve siècle ou le VIe siècle, ou peut-être sous Constantin. Détruite en 614 par les Perses, elle fut reconstruite sous les Croisés (XIIe siècle) en un monastère fortifié. Elle appartint au XVe siècle à l'Église maronite. Elle est aujourd'hui en ruines. L'église, située sur une petite colline dite El Khader, est composée de trois nefs ouvertes par une porte côté ouest.
Le site a été décrit et commenté par Victor Guérin en 1862 et par Edward Robinson et étudié par Alfons Maria Schneider en 1931. Les premières fouilles ont été entreprises en l'an 2000 à la demande de la municipalité de Taybeh, avec l'autorisation du département des Antiquités palestiniennes, en collaboration avec le Studium Biblicum Franciscanum, sous la direction de M. Vincent Michel, de l'association du Khader. Une trentaine de jeunes Palestiniens et Européens ont participé à cette première campagne archéologique.
Actuellement, des fouilles et des restaurations sont entreprises sous les auspices du consulat général de France à Jérusalem, un des objectifs étant la création d'un atelier-école de tailleurs et sculpteurs de pierre.
Charles de Foucauld y vint prier et passer une retraite pendant le Carême 1898, ce qu'il relate dans ses Écrits spirituels.